# 游艇俱乐部

美國伊利诺伊州芝加哥一家游艇俱乐部

游艇俱乐部是与游艇有关的体育俱乐部。游艇俱乐部大多位于海边，但也有一些位於湖边或河边。游艇俱乐部有自己的專屬小港口、海岸線、沙灘以及海域，俱樂部會在海域上擺放浮标，以阻止其他游泳者或船隻進入專屬海域。在岸上，游艇俱乐部也有一個專屬區域，裡面有酒吧、咖啡馆、餐厅、会所等社交場所，專供俱樂部成員使用。